# 花崗山運動公園
23°58′38″N 121°36′52″E / 23.977144°N 121.614315°E
花崗山運動公園為臺灣花蓮縣花蓮市的一座公園，其最初為台灣日治時期1922年設立的花崗山公園。目前園內有花崗山綜合田徑場及花蓮縣立中正體育場等設施。

## 歷史

### 日治時期
花崗山原為海拔136公尺的小山丘，係由米崙斷層錯動發育而成，此山丘北側有美崙溪流經，東側即為太平洋。台灣日治時期1909年時，當局將花崗山部分剷平，並陸續在山麓設置多個設施，如花蓮支廳、花蓮港測候所（1910年）、燈塔（1910年）、花蓮港醫院（1910年）、花蓮港小學校（今花崗國中）（1910年）、花蓮港高等女學校（今花蓮女中）（1927年）等設施。約於1910年代，初代花蓮廳長石橋亨即提到花崗山適合作為公園預定地，但因此處土地乾燥，且混有大量砂礫造成樹木難以生長，被認為不適合作為公園。直到1915年在此試種了作為御大典紀念樹的合歡，因意外地茂密生長，自此被認為是花蓮港街唯一的風景勝地，故提倡在此設公園，並在此設立了警察表忠碑和棒球場等設施。後於1922年2月在花崗山頂設置了「花崗山公園」，面積77,500平方公尺，當時可同時遠望太平洋及花蓮市區，而公園內陸續設置了原脩次郎銅像、花蓮港公會堂、軍事援戶會館、昭和紀念館、陸上競技場、公共水浴場、網球場、圖書館、相撲場、兒童遊園地、動物園、幼稚園等設施。昭和紀念館最初係於1929年由阿美族人出資興建，作為紀念阿美族人開發花蓮的阿美族會館，陳列阿美族器物以及族人投宿之處，但後來改作為昭和記念館，而一度由花蓮港消防組使用。原脩次郎銅像係為紀念花蓮電氣株式會社的社長原脩次郎，此銅像在戰後被改為台灣光復紀念碑，而約在1980年代拆除。
另外，考古學者宮本延人及移川子之藏曾在花崗山公園發現花崗山遺址。1945年的終戰日當天，花蓮港廳當局會集花運港市民在花崗山公園收聽日本投降之玉音放送。

### 戰後
二戰後，花崗山公園以菁華街為界，北側改為「美齡公園」，南側改為「中正公園」，公園內的設施多移為他用，碑及銅像亦被拆除，游泳池南側則興建了救國團花蓮團委會（今花蓮學苑）。美齡公園內的昭和紀念館在戰後作為中正堂，並在1987年改建為現今花蓮國軍英雄館，而花蓮港公會堂被改建為國民黨花蓮縣黨部。1966年，中正公園遷移至花蓮縣忠烈祠，並在1974年設立棒球場。1981年，棒球場改建為「花崗山運動公園」。1994年，花蓮縣立中正體育場完工。

## 設施
- 花崗山綜合田徑場
- 花蓮縣立中正體育場（籃球場、排球場）
- 花崗山親子戲沙池